# Bjarne Iversen
Bjarne Iversen, född 2 oktober 1912 i Vestre Aker, Oslo, död 7 september 1999 i Nittedal, Akershus fylke, var en norsk längdåkare som tävlade under 1930-talet. 
Iversen deltog i OS 1936 i Garmisch-Partenkirchen där han blev silvermedaljör med det norska stafettlaget på 4 x 10 kilometer. Iversen deltog även i VM 1935 där han var med i det norska stafettlag som blev silvermedaljörer. Individuellt slutade han sexa på 18 kilometer vid samma mästerskap.